# Тропические и субтропические сухие широколиственные леса

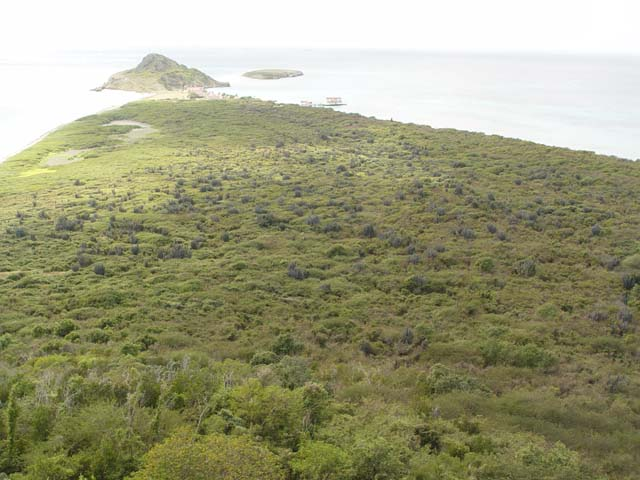
Сухой лес в Пуэрто-Рико

Тропические и субтропические сухие широколиственные леса (англ. Tropical and subtropical dry broadleaf forests) — один из 14 типов растительности по классификации Всемирного фонда дикой природы, характерный для субтропических и тропических широт — представляет собой леса, сбрасывающие листву на время сухого времени года. Пожары являются главной угрозой для этого биома.

## Распространение

Тропические и субтропические сухие широколиственные леса на карте мира

Тропические и субтропические сухие широколиственные леса распространены во многих частях света на широтах от 20° ю. ш. до 30° с. ш., занимая площадь: 3,7 млн км2 (2,5 % суши). В Америке они произрастают на западе и юге Мексики, на востоке Боливии, в центральной Бразилии, западном Парагвае и северо-западе Аргентины (область Гран-Чако), на Карибских островах, в северных долинах Анд, вдоль побережья Эквадора и Перу, в Азии — в центральной Индии, в Индокитае и на Малых Зондских островах, в Африке на её юго-востоке и на острове Мадагаскар, а также на тихоокеанском острове Новая Каледония.

## Климат
Климат достаточно тёплый в течение всего года (25—30° С) и с достаточно большим суммарным годовым количеством осадков (в среднем 1000—2000 мм в год), однако неравномерность их выпадения в течение года обуславливает наличие засушливого сезона, продолжительность которого варьирует в зависимости от местности и составляет несколько месяцев.

## Флора и фауна

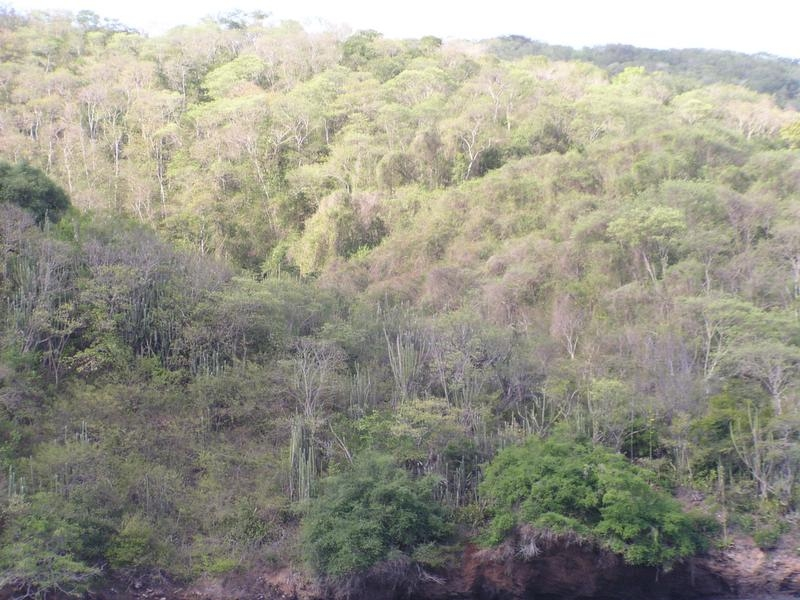
Лес на острове Чакачакаре в Карибском море

Характерной чертой распространения лесных сухотропических биологических видов, особенно у растений, являются более широкие ареалы, тем не менее у многих видов область распространения строго ограничена, во всяком случае большинство встречаются только в сухих тропических лесах.
Деревья испаряют влагу через листья, поэтому отсутствие листьев позволяет им избежать гибели от пересыхания именно из-за этого здесь преобладают листопадные деревья, сбрасывающие листву на время засухи, например тик и эбеновое дерево. Разные виды деревьев имеют разную продолжительность безлистного периода. При этом освободившийся от листьев полог леса пропускает солнечный свет к нижним ярусам леса, давая возможность расти густому кустарниковому подлеску.
Животный мир тропических и субтропических сухих широколиственных лесов достаточно богат, хотя и менее разнообразен, чем во влажных тропических лесах. Здесь широко представлены обезьяны, крупные представители семейства Кошачьих, грызуны, попугаи, наземные виды птиц. Многие из этих видов имеют необычные приспособления для выживания в этих сложных условиях.
Наиболее разнообразны леса юга Мексики и в долинах Боливии. Благодаря изоляции лесов тихоокеанского побережья северо-востока Южной Америки здесь сохранилось богатство своеобразных флоры и фауны.
Субтропические леса Мапутоленда-Пондоленда в юго-восточной Африке особо богаты эндемиками. Сухие леса Индии и Индокитая примечательны разнообразием фауны крупных позвоночных. Для сухих лесов Мадагаскара и Новой Каледонии характерны ярко выраженный эндемизм, множество реликтовых таксонов разного уровня.

## Некоторые экорегионы
- Мата (экорегион)
- Каатинга
- Сухие леса Мадагаскара
- Сухие листопадные леса Центрального Декана
- Сухие листопадные леса Южного Декана
- Сухие леса Тринидада и Тобаго
- Сухие леса Веракруса
- Сухие леса Кубы
- Сухие леса Чикитано
- Сухие леса Халиско